# Breuer Soma
Breuer Soma Kornél (Nagyszőlős, 1880 – Auschwitz, 1944 nyara) rabbi, egyházi író.

## Élete
A lévai tanítóképzőt végezte, majd a pozsonyi rabbiiskolán tanult. 1904-ben Borosjenőn, majd azt követően Nagykátán működött rabbiként. Egyik alapítója az 1910-ben létesült Országos Izraelita Patronagenek. Munkatársa volt több felekezeti lapnak.
Közel 40 esztendőn át volt a nagykátai zsinagóga egyetlen egyházi vezetője. Auschwitzban halt meg 1944 nyarán.

## Művei
- R. Eibenschütz Jonathán és R. Emden Jákob s híveik közt kitört háborúság története
- Coucy hercege élete és munkái